# Manchester United W.F.C. mùa giải 2018–19
Mùa giải 2018–19 là mùa giải đầu tiên của Manchester United W.F.C. sau khi xin giấy phép thành công chơi ở giải FA Women's Championship 2018–19 after a league restructuring. Câu lạc bộ cũng sẽ tranh tài ở FA Women's Cup và FA WSL Cup. Đội bóng chọn sân Leigh Sports Village làm sân nhà và sân The Cliff làm sân tập luyện.

## Trước mùa giải
Vào tháng 3 năm 2018, Manchester United đã thông báo ý định thành lập một đội nữ để tham dự giải Hạng hai Anh mùa giải 2018–19. Ứng dụng của họ đã được xác nhận vào tháng Năm và họ đã được công bố là một trong bốn đội mới gia nhập giải cùng với Charlton Athletic, Leicester City và Lewes F.C.
Vào ngày 8 tháng 6 năm 2018, cựu cầu thủ Anh đó là Casey Stoney được xác định làm huấn luyện viên trưởng. Danh sách gồm 21 cầu thủ được công bố vào tháng 7, trong đó có sự trở lại của Katie Zelem và một số cầu như Emily Ramsey, Naomi Hartley, Fran Bentley, Millie Turner, Kirsty Hanson và Ella Toone đều thuộc về Câu lạc bộ tài năng khu vực và Trung tâm xuất sắc.
Trận đấu đầu tiên của United là trận giao hữu khép kín với Liverpool vào ngày 15 tháng 7. Trận đấu phải bị hủy bỏ sau khi thủ môn Siobhan Chamberlain phải đưa vào bệnh viện vì bị chấn thương nghiêm trọng ở cổ, sau đó được xác nhận không nghiêm trọng như lúc đầu.

## Cuộc thi

### FA Women's Championship
Vào ngày 1 tháng 8 năm 2018, FA Women's Championship công bố lịch thi đấu cho mùa giải 2018–19. Đội bóng xác nhận việc thăng hạng FA WSL vào ngày 17 tháng 4 năm 2019 sau chiến thắng trước Aston Villa trước ba vòng đấu. Ba ngày sau, họ giành chức vô địch với chiến thắng trên sân nhà trước Crystal Palace.
| Ngày                 | Đối thủ            | H / A | Kết quả F–A | Người ghi bàn | Số khán giả                                                                  | Giải đấu Vị trí                                                              |
| -------------------- | ------------------ | ----- | ----------- | --- | ---------------------------------------------------------------------------- | ---------------------------------------------------------------------------- |
| 9 tháng 9 năm 2018   | Aston Villa        | A     | 12–0        | James (2) 10', 23', Sigsworth (5) 25', 33', 35', 49', 61' Zelem 28' (pen.), Hanson (2) 54', 59', Green 66', Toone 68' | 1,165                                                                        | Thứ 1                                                                        |
| 20 tháng 9 năm 2018  | Sheffield United   | H     | 3–0         | Zelem 12' (pen.), Hanson 40', Arnot 64'                                                                               | 2,003                                                                        | Thứ 1                                                                        |
| 23 tháng 9 năm 2018  | London Bees        | A     | 5–0         | Green (2) 17', 55', James 27', M.Turner 44', Toone 78'                                                                | 642                                                                          | Thứ 1                                                                        |
| 30 tháng 9 năm 2018  | Durham             | H     | 0–0         | | 2,244                                                                        | Thứ 1                                                                        |
| 14 tháng 10 năm 2018 | Charlton Athletic  | H     | 3–0         | Zelem 16', Sigsworth 64', Arnot 75'                                                                                   | 2,349                                                                        | 1st                                                                          |
| 28 tháng 10 năm 2018 | Leicester City     | A     | P–P         | Hoãn vì tôn trọng các nạn nhân của vụ máy bay trực thăng rơi.                                                         |                                                                              |                                                                              |
| 4 tháng 11 năm 2018  | Tottenham Hotspur  | H     | 4–1         | James 10', Sigsworth (2) 19', 41', Devlin 81'                                                                         | 2,367                                                                        | Thứ 2                                                                        |
| 18 tháng 11 năm 2018 | Crystal Palace     | A     | 5–0         | Arnot (2) 17', 55', Green (2) 59', 83', Greenwood 75' (pen.)                                                          | 975                                                                          | Thứ 2                                                                        |
| 25 tháng 11 năm 2018 | Milwall Lionesses  | H     | 8–0         | James 16', Green (3) 32', 38', 49', Zelem 36', Toone 58', Sigsworth 71', Greenwood 79' (pen.)                         | N/A                                                                          | Thứ 1                                                                        |
| 2 tháng 12 năm 2018  | Lewes              | A     | 2–0         | Green 48', Toone 81'                                                                                                  | 1,958                                                                        | Thứ 1                                                                        |
| 9 tháng 12 năm 2018  | Durham             | A     | 1–3         | Toone 43' | 912                                                                          | Thứ 1                                                                        |
| 6 tháng 1 năm 2019   | London Bees        | H     | 9–0         | Devlin (2) 2', 56', Toone (2) 29', 66', Arnot 40',Green 42', James (2) 68', 72', Zelem 78'                            | 1,889                                                                        | Thứ 1                                                                        |
| 13 tháng 1 năm 2019  | Charlton Athletic  | A     | A–A         | Trận đấu bị hủy bỏ khi tỷ số là 1–0 sau ca chấn thương nghiêm trọng của Kerr                                          | Trận đấu bị hủy bỏ khi tỷ số là 1–0 sau ca chấn thương nghiêm trọng của Kerr | Trận đấu bị hủy bỏ khi tỷ số là 1–0 sau ca chấn thương nghiêm trọng của Kerr |
| 10 tháng 2 năm 2019  | Aston Villa        | H     | P–P         | Thay đổi lịch thi đấu vì trùng với trận đấu ở Cúp FA trước Aston Villa.                                               | Thay đổi lịch thi đấu vì trùng với trận đấu ở Cúp FA trước Aston Villa.      | Thay đổi lịch thi đấu vì trùng với trận đấu ở Cúp FA trước Aston Villa.      |
| 13 tháng 2 năm 2019  | Leicester City     | A     | 7–0         | Toone (4) 15', 17', 66' (pen.), 88', Hanson 52', Greenwood 54', Johnston 85' (o.g.)                                   | 824                                                                          | Thứ 2                                                                        |
| 20 tháng 2 năm 2019  | Sheffield United   | A     | 4–0         | Zelem 1', James 27', Toone 41' (pen.), Green 51'                                                                      | 1,008                                                                        | Thứ 2                                                                        |
| 10 tháng 3 năm 2019  | Leicester City     | H     | 6–1         | Green 17', James 22', Hanson 44', Toone 48', Sigsworth (2) 67', 84'                                                   | 1,554                                                                        | Thứ 2                                                                        |
| 24 tháng 3 năm 2019  | Charlton Athletic  | A     | 2–1         | Zelem 57' (pen.), Sigsworth 63'                                                                                       | 732                                                                          | Thứ 1                                                                        |
| 31 tháng 3 năm 2019  | Tottenham Hotspur  | A     | 5–1         | Zelem (2) 3', 10' (pen.) Green 46', Sigsworth 81', Galton 87'                                                         | 1,607                                                                        | Thứ 1                                                                        |
| 17 tháng 4 năm 2019  | Aston Villa        | H     | 5–0         | M. Turner 6', Greenwood 21' (pen.), Sigsworth 35', Toone 49', Devlin 73'                                              | 1,401                                                                        | Thứ 1                                                                        |
| 20 tháng 4 năm 2019  | Crystal Palace     | H     | 7–0         | James (4) 9', 83', 85', 90', Arnot 33', Galton 35', Sigsworth 46'                                                     | 2,112                                                                        | Thứ 1                                                                        |
| 28 tháng 4 năm 2019  | Millwall Lionesses | A     | 5–0         | Zelem 7' (pen.), A. Turner 12', Devlin 23', Harris 29' (pen.), Sigsworth 77'                                          | 1,920                                                                        | Thứ 1                                                                        |
| 11 tháng 5 năm 2019  | Lewes              | H     | 5–0         | James 12', Sigsworth 34', Galton 68', Palmer 75', A. Turner 79'                                                       | 3,702                                                                        | Thứ 1                                                                        |

### Bảng xếp hạng giải đấu
| VT | Đội                      | ST | T  | H | B | BT | BB | HS  | Đ  | Giành quyền tham dự |
| -- | ------------------------ | -- | -- | - | - | -- | -- | --- | -- | ------------------- |
| 1  | Manchester United (C, P) | 20 | 18 | 1 | 1 | 98 | 7  | +91 | 55 | Thăng hạng WSL      |
| 2  | Tottenham Hotspur (P)    | 20 | 15 | 1 | 4 | 44 | 27 | +17 | 46 | Thăng hạng WSL      |
| 3  | Charlton Athletic        | 20 | 13 | 2 | 5 | 49 | 21 | +28 | 41 |                     |
| 4  | Durham                   | 20 | 11 | 6 | 3 | 37 | 16 | +21 | 39 |                     |
| 5  | Sheffield United         | 20 | 11 | 1 | 8 | 35 | 31 | +4  | 34 |                     |

1. ↑  Phụ thuộc vào việc có được giấy phép.

## Women's FA Cup
| Ngày             | Vòng   | Đối thủ                | H / A | Kết quả F–A  | Tỷ số                                     | số khán giả |
| ---------------- | ------ | ---------------------- | ----- | ------------ | ----------------------------------------- | ----------- |
| 3 tháng 2, 2019  | Vòng 4 | Brighton & Hove Albion | A     | 2–0          | James (2) 51', 90+2                       | 764         |
| 17 tháng 2, 2019 | Vòng 5 | London Bees            | H     | 3–0          | Toone 27', Green 33', Devlin 87'          | 838         |
| 17 tháng 3, 2019 | Tứ kết | Reading                | A     | 2–3 (a.e.t.) | Greenwood 98' (pen.), Harding 107' (o.g.) | 951         |

### FA WSL Cup
Manchester United được đưa vào Nhóm Hai khu vực phía Bắc cho FA WSL Cup 2018–19 cùng với các đội Liverpool, Everton, Reading và Durham. Họ sẽ chơi hai trận sân nhà và hai trận sân khách.
| Vòng      | Ngày                 | Đối thủ   | H / A | Kết quả F–A | Người ghi bàn                    | Số khán giả | Nhóm Vị trí |
| --------- | -------------------- | --------- | ----- | ----------- | -------------------------------- | ----------- | ----------- |
| Vòng bảng | 19 tháng 8 năm 2018  | Liverpool | A     | 1–0         | Arnot 83'                        | 829         | Thứ 2       |
| Vòng bảng | 25 tháng 8 năm 2018  | Reading   | H     | 0–2         |                                  | 4,835       | Thứ 2       |
| Vòng bảng | 5 tháng 12 năm 2018  | Durham    | H     | 1–0         | Green 1'                         | 686         | Thứ 2       |
| Vòng bảng | 13 tháng 12 năm 2018 | Everton   | A     | 3–0         | James 12', Galton 17', Zelem 37' | 240         | Thứ 1       |

| VT | Đội               | Tr | T | WPEN | LPEN | B | BT | BB | BHS | Đ | Giành quyền tham dự         |
| -- | ----------------- | -- | - | ---- | ---- | - | -- | -- | --- | - | --------------------------- |
| 1  | Manchester United | 4  | 3 | 0    | 0    | 1 | 5  | 2  | +3  | 9 | Vào Vòng đấu loại trực tiếp |
| 2  | Reading           | 4  | 2 | 0    | 1    | 1 | 9  | 5  | +4  | 7 | Vào Vòng đấu loại trực tiếp |
| 3  | Liverpool         | 3  | 0 | 2    | 0    | 1 | 4  | 5  | −1  | 4 |                             |
| 4  | Durham            | 4  | 1 | 0    | 1    | 2 | 5  | 8  | −3  | 4 |                             |
| 5  | Everton           | 3  | 1 | 0    | 0    | 2 | 3  | 6  | −3  | 3 |                             |

### Giai đoạn Knockout
Lễ bốc thăm vòng tứ kết được thực hiện vào ngày 18 tháng 12, với Manchester United là đội duy nhất ngoài FA WSL đủ điều kiện từ vòng bảng. Họ bốc thăm gặp West Ham, đội mà đứng vị trí thứ hai ở vòng bảng sau nhà đương kim vô địch Arsenal. Sau khi đánh bại West Ham với tỷ số 2–0, United bước vào vòng bán kết và được bốc thăm gặp Arsenal. Trận đấu này được truyền hình trực tiếp trên toàn Quốc bởi kênh BT Sport, Arsenal giành thắng lợi 2–1 để tiến tới trận chung kết thứ 7 sau 8 năm.
| Ngày               | Vòng    | Đối thủ  | H / A | Kết quả F–A | Tỷ số                               | Số khán giả |
| ------------------ | ------- | -------- | ----- | ----------- | ----------------------------------- | ----------- |
| 9 tháng 1 năm 2019 | Tứ kết  | West Ham | H     | 2–0         | Longhurst 17' (o.g.), Sigsworth 53' | 1,029       |
| 7 tháng 2 năm 2019 | Bán kết | Arsenal  | A     | 1–2         | Green 83'                           | 1,836       |

## Thống kê đội hình
Tính đến tất cả các trận đấu đến ngày 11 tháng 5 năm 2019
Các số trong dấu ngoặc đơn biểu thị các lần xuất hiện thay người.
Phụ chú cho các vị trí: GK – Thủ môn; DF – Hậu vệ; MF – Tiền vệ; FW – Tiền đạo
| Số áo | Vị trí | Tên                 | Championship | Championship | FA Cup  | FA Cup       | WSL Cup | WSL Cup      | Tổng cộng | Tổng cộng    | Kỷ luật | Kỷ luật |
| Số áo | Vị trí | Tên                 | Số trận      | Số bàn thắng | Số trận | Số bàn thắng | Số trận | Số bàn thắng | Số trận   | Số bàn thắng |         |         |
| ----- | ------ | ------------------- | ------------ | ------------ | ------- | ------------ | ------- | ------------ | --------- | ------------ | ------- | ------- |
| 1     | GK     | Siobhan Chamberlain | 18           | 0            | 3       | 0            | 6       | 0            | 27        | 0            | 0       | 0       |
| 2     | DF     | Martha Harris       | 12 (3)       | 1            | 3       | 0            | 4       | 0            | 19 (3)    | 1            | 1       | 0       |
| 3     | DF     | Alex Greenwood      | 17 (1)       | 4            | 3       | 1            | 6       | 0            | 26 (1)    | 5            | 1       | 0       |
| 4     | DF     | Amy Turner          | 16           | 2            | 2       | 0            | 6       | 0            | 24        | 2            | 3       | 0       |
| 6     | MF     | Aimee Palmer        | 6 (7)        | 1            | 1       | 0            | 0 (1)   | 0            | 7 (8)     | 1            | 0       | 0       |
| 7     | FW     | Ella Toone          | 16 (4)       | 14           | 3       | 1            | 0 (6)   | 0            | 19 (10)   | 15           | 3       | 0       |
| 8     | MF     | Mollie Green        | 14 (4)       | 13           | 3       | 1            | 6       | 2            | 23 (4)    | 16           | 1       | 0       |
| 9     | FW     | Jessica Sigsworth   | 15 (4)       | 17           | 3       | 0            | 6       | 1            | 24 (4)    | 18           | 3       | 0       |
| 10    | MF     | Katie Zelem         | 18           | 10           | 2       | 0            | 6       | 1            | 26        | 11           | 2       | 0       |
| 11    | FW     | Leah Galton         | 10 (4)       | 3            | 1 (1)   | 0            | 3 (2)   | 1            | 14 (7)    | 4            | 1       | 0       |
| 12    | DF     | Naomi Hartley       | 1 (2)        | 0            | 0       | 0            | 0       | 0            | 1 (2)     | 0            | 0       | 0       |
| 13    | GK     | Emily Ramsey        | 2            | 0            | 0 (1)   | 0            | 0       | 0            | 2 (1)     | 0            | 0       | 0       |
| 14    | MF     | Charlie Devlin      | 6 (10)       | 5            | 2       | 1            | 0 (3)   | 0            | 8 (13)    | 6            | 1       | 0       |
| 15    | DF     | Lucy Roberts        | 0            | 0            | 0       | 0            | 0       | 0            | 0         | 0            | 0       | 0       |
| 16    | MF     | Lauren James        | 12 (6)       | 14           | 0 (3)   | 2            | 6       | 1            | 18 (9)    | 17           | 4       | 0       |
| 17    | FW     | Lizzie Arnot        | 12 (5)       | 6            | 1 (1)   | 0            | 3 (2)   | 1            | 16 (8)    | 7            | 0       | 0       |
| 18    | FW     | Kirsty Hanson       | 12 (5)       | 5            | 2 (1)   | 0            | 3 (3)   | 0            | 17 (9)    | 5            | 0       | 0       |
| 19    | FW     | Ebony Salmon        | 0            | 0            | 0       | 0            | 0       | 0            | 0         | 0            | 0       | 0       |
| 20    | DF     | Kirsty Smith        | 13 (3)       | 0            | 1 (1)   | 0            | 5       | 0            | 19 (4)    | 0            | 0       | 0       |
| 21    | DF     | Millie Turner       | 20           | 2            | 3       | 0            | 6       | 0            | 29        | 2            | 1       | 0       |
| 22    | GK     | Fran Bentley        | 0 (1)        | 0            | 0       | 0            | 0       | 0            | 0 (1)     | 0            | 0       | 0       |
| —     | —      | Phản lưới nhà       | —            | 1            | —       | 1            | —       | 1            | —         | 3            | —       | —       |

## Chuyển nhượng

### Cho mượn
| Ngày đi         | Ngày về           | Vị trí | Tên           | Đến              | Ghi chú |
| --------------- | ----------------- | ------ | ------------- | ---------------- | ------- |
| 4 tháng 1, 2019 | Kết thúc mùa giải | FW     | Ebony Salmon  | Sheffield United | [ 10 ]  |
| 8 tháng 2, 2019 | Kết thúc mùa giải | GK     | Fran Bentley  | Sheffield United | [ 11 ]  |
| 8 tháng 3, 2019 | Kết thúc mùa giải | DF     | Naomi Hartley | Sheffield United | [ 12 ]  |